# Những biến tấu và fugue trên chủ đề của Mozart
Những biến tấu và fugue dựa trên chủ đề của Mozart, Op. 132 là tác phẩm dành cho dàn nhạc giao hưởng của nhà soạn nhạc người Đức Max Reger. Nó được sáng tác vào năm 1914. Chính Reger là người thực hiện buổi trình diễn đầu tiên của tác phẩm tại Berlin vào ngày 5 tháng 2 năm 1915. Phiên bản sau này của tác phẩm là một tác phẩm dành cho hai piano, được đánh số là Op. 132a. 

## Thành phần tham gia biểu diễn
Thành phần tham gia biểu diễn gồm có piccolo, hai concert flute, hai oboe, hai clarinet, hai bassoon, bốn chiếc kèn horn, hai kèn trumpet, timpani, đàn hạc và bộ dây.

## Cấu trúc tác phẩm và những đặc điểm
Tác phẩm kéo dài trong vòng khoảng 33 phút, gồm có các phần sau:
- Chủ để: Andante grazioso
- Biến tấu thứ nhất: L'istesso tempo, quasi un poco più lento
- Biến tấu thứ hai: Poco agitato
- Biến tấu thứ ba: Con moto
- Biến tấu thứ tư: Vivace
- Biến tấu thứ năm: Quasi presto
- Biến tấu thứ sáu: Sostenuto (quasi adagietto)
- Biến tấu thứ bảy: Andante grazioso
- Biến tấu thứ tám: Molto sostenuto
- Fugue: Allegretto grazioso

Mở đầu tác phẩm, Reger làm chúng ta gợi nhớ lại những khúc nhạc đầu tiên của chương một trong bản sonata dành cho piano số 11 của nhà soạn nhạc người Áo Wolfgang Amadeus Mozart. Kết thúc tác phẩm, Reger lại viết nó trong những tiết tấu huy hoàng của tiếng kèn. 